# Silvio Giusti
Silvio Giusti (Carrara, 31 gennaio 1968) è un ex calciatore italiano, di ruolo centrocampista.

## Carriera
Debutta fra i professionisti nel Pontedera nella Serie C2 1984-1985, vincendo al termine della stagione la Coppa Anglo-Italiana 1985.
Poi passa per un anno in Serie C1 al Varese e per un breve periodo all'Ancona (dove non scende mai in campo). In seguito gioca altre due anni in Serie C2, uno a Venezia ed uno a Siena.
Nel 1988 si trasferisce alla Lucchese, con cui conquista la promozione dalla Serie C1 nel 1990 e poi gioca nella serie cadetta fino al 1996. Successivamente ha militato ancora in cadetteria per tre stagioni e mezza nel Chievo Verona.
Nel 1999 ritorna per un anno alla Lucchese in Serie C1, prima di trasferirsi al Como dove contribuisce alla promozione in Serie B ottenuta nel 2001.
In seguito gioca in Serie C1 nell'Alzano, in Serie C2 nel Latina e chiude in Serie C1 col Chieti nel 2003.
In carriera ha totalizzato 298 presenze in Serie B con 6 reti.
Successivamente diventa direttore sportivo della Lucchese sotto la presidenza Fouzi Hadj, e nella stagione 2007/2008 è considerato uno dei maggiori responsabili del fallimento della stessa società. Patteggia la pena a due anni di reclusione per l'accusa di bancarotta fraudolenta e falso in bilancio nel 2010.

## Vicende giudiziarie
Già condannato a due anni di reclusione per bancarotta fraudolenta e falso in bilancio nel 2010 per il fallimento della Lucchese, nel 2012 nell'ambito dell'inchiesta sul calcioscommesse viene iscritto nel registro degli indagati dalla Procura di Napoli insieme ai fratelli Michele e Federico Cossato e a Matteo Gianello, ex compagni di squadra ai tempi del ChievoVerona. Le partite contestategli sono Sampdoria-Napoli 1-0 del 16 maggio 2010, Lecce-Napoli 2-1 dell'8 maggio 2011, Brescia-Catania e Bologna-Parma. 
Interrogato davanti al PM di Napoli Antonello Ardituro, si è avvalso della facoltà di non rispondere.
Il 30 maggio viene archiviato insieme a Matteo Gianello per: Napoli-Parma del 10 aprile 2010; Lecce-Napoli dell'8 maggio 2011; Brescia-Catania dell'8 maggio 2011; Napoli-Inter del 15 maggio 2011; Catania-Roma del 15 maggio 2011 e Palermo-Chievo del 22 maggio 2011.
Il 10 dicembre, davanti alla Commissione Disciplinare, il PM Stefano Palazzi chiede per lui 3 anni e 9 mesi di squalifica poi confermati.

## Palmarès
- Coppa Anglo-Italiana: 1

Pontedera: 1985
- Coppa Italia Serie C: 1

Lucchese: 1989-1990